# Irina Ovtčinniková
Irina Ovtčinniková (Irina Alexandrovna Ovtčinniková; 4. října 1904 Petrohrad – 13. března 1990 Paříž), původně Irina, markýza z Monléonu, později princezna Petr Řecký a Dánský,[zdroj⁠?!] byla ruská emigrantka, která se provdala za antropologa prince Petra Řeckého a Dánského a asistovala mu při jeho výzkumech.

## První a druhé manželství
Irina Ovtčinniková se narodila v Petrohradu. 26. listopadu 1919 se jako patnáctiletá ve francouzském Nice provdala za Jehana de Monléon. Manželství skončilo 17. července 1930 rozvodem. Dne 9. listopadu 1932 si v Londýně vzala za druhého manžela Lewise Slodena, obchodníka s uměním. V létě 1935 se setkala se sedmadvacetiletým princem Petrem a ti dva si brzy začali romantický vztah. Princ ji představil své matce, princezně Marii, ale královská rodina silně nesouhlasila s Petrovým vztahem s „Ruskou“ (jak ji nazvali) a byla opatrná ohledně jejího vlivu na prince. Poté, co na podzim král Jiří II. Řecký znovu usedl na trůn, odjel princ Petr do Athén. Ovtčinniková vyhrožovala sebevraždou, což vedlo krále Jiřího k tomu, aby ji srovnal s Annou Kareninou.

## Královský sňatek
Irinin vliv na Petra neustále rostl. Prokázala také ochotu pokusit se uklidnit jeho rodinu, zvláště matku. V prosinci 1936 dosáhla rozvodu se svým druhým manželem. Tentýž měsíc britský král Eduard VIII. abdikoval, aby se mohl oženit se svou dvakrát rozvedenou zahraniční milenkou, Američankou Wallis Simpsonovou, a Petr s jeho chováním nesouhlasil.
Dvojice se v září 1937 vydala na cestu do Asie, kde se Petr chystal zapojit do antropologického výzkumu. Na počátku roku 1938 dorazili na území Pákistánu. S přáním vyhnout se himalájské zimě se přestěhovali do jižní Indie a strávili čas s lidmi Toda. Navštívili oblast Nilgiris, Madrás, Kalimpong a nakonec Cejlon. Pár uzavřel sňatek na dánském konzulátu v Madrásu v září 1939, aniž by o tom informoval svou rodinu nebo řeckou vládu. Po sňatku se Petra jeho otec, princ Jiří, zřekl.
Do Evropy se manželé vrátili v listopadu 1939. Německá invaze do Francie v roce 1940 vedla Petra a jeho manželku k tomu, aby opustil Paříž a odstěhovali se do Assisi v Itálii. Když se před italsko-řeckou válkou zvýšilo napětí mezi Řeckem a Itálií, přestěhoval se Petr do Athén. Irina tam nebyla vítána a tak přijala útočiště v Istanbulu. Řecká vláda zhatila Petrovy plány, aby se Irina, kterou král považoval za spiklenku, evakuovala do Indie, a zajistila, že zůstala zablokovaná v Istanbulu.
Manželé se znovu shledali v Palestině a 5. června 1941 podstoupili v Jeruzalémě řecký pravoslavný svatební obřad. Usadili se v Káhiře, kde Petr Irinu představil jako řeckou princeznu. To krále šokovalo a neváhal informovat diplomatický sbor, že jejich manželství nebylo uznáno jako dynastické a že Ovtčinnikovová nemá nárok na knížecí titul. Kromě toho král umístil pár pod dohled. Říkalo se, že „Ruska“ si přála, aby Řecko bylo pravoslavné, ale komunistické a s Petrem jako králem. Pár byl dobře přijat na dvoře krále Farúka I. a egyptské vysoké společnosti. Toho Irina využila k tomu, aby se zapojila do charitativních akcí, zejména těch, které se týkaly řecké diaspory. Královská rodina pohlížela na její aktivity s podezřením, protože se obávala, že by mohla zastínit princeznu Frederiku, manželku předpokládaného dědice.

### Po válce
Po druhé světové válce se manželé přestěhovali do Dánska, ale brzy se přesunuli do Spojených států s cílem získat finanční prostředky na další asijskou výpravu. V lednu 1949 Spojené státy opustili a odcestovali z Kalifornie do Kolomba, hlavního města Cejlonu. Na ostrov dorazili 16. února a odjeli do Indie, kde se opět setkali s lidmi Toda. Dvojici se nepodařilo vstoupit do Tibetu nebo Nepálu kvůli čínské invazi do Tibetu, ale Petrovi se podařilo studovat tibetské uprchlíky, kteří uprchli do Indie, a Irina mu pomáhala s výzkumem. Irina se také zabývala péčí o děti a v Bengálsku založila několik sirotčinců pro indické a tibetské děti.
Výprava skončila v roce 1952 a pár odjel do Kodaně, kde Petr představil svá zjištění. Výbor chtěl, aby se vrátil a pokračoval ve výzkumu, což se mu během několika týdnů podařilo. Jemu a jeho ženě byl opět zakázán vstup do Tibetu, ale tentokrát čelili i nepřátelství indické vlády. V roce 1956 Irinina tchyně přijala její pozvání, aby je navštívila v Indii; jejich vztah se zlepšoval. V květnu 1956 dvojice obdržela od indické vlády oznámení o vystěhování, které požadovala Čína. Irina však trpěla tuberkulózou a Petrovi se podařilo získat povolení, aby mohli zůstat ještě šest měsíců. V únoru 1957 odjeli.

## Rozluka a vdovství
Po návratu do Evropy se manželé usadili ve Velké Británii. Po zrušení řecké monarchie v roce 1973 se princ Petr rozhodl zlikvidovat svůj majetek v Řecku, především své sídlo v Glyfadě. Pár poté trávil čas v Londýně, Paříži a Kodani. Jak roky plynuly, jejich vztah se zhoršoval. Nakonec se rozhodli rozejít, ne však oficiálně. Irina se odstěhovala do Hongkongu, kde žila v rozlehlém bytě plném koček a opic, zatímco Peter navázal vztah s mladou Angličankou, která s ním žila v Kodani. Irina ovdověla 15. října 1980. Rodina jejího manžela ji na Petrově vzpomínkové mši, která se konala v katedrále sv. Žofie v Londýně 22. října, ignorovala; žádný člen královské rodiny jí nevyjádřil soustrast. Irina zdědila manželovo obrovské bohatství, které on zase zdědil po své matce. V únoru prodala šperky své tchyně a 13. března 1990 ve věku 85 let v Paříži zemřela. Byla pohřbena vedle svého manžela v areálu jejich dánského paláce Lille Bernstorff. Na její hrobce je „Ruska“ popsána jako „princezna Petr Řecký“.